# Batteri magnetotattici
I batteri magnetotattici sono una classe di batteri scoperta negli anni 1960 che presentano la particolarità di disporsi lungo le linee del campo magnetico terrestre (magnetotassi).

## Introduzione
Il primo articolo su questa classe di batteri risale al 1963, ad opera di Salvatore Bellini, un laureato in medicina, interno presso l'Istituto di microbiologia dell'Università di Pavia. Egli infatti notò che sul suo vetrino da microscopia sul quale era depositato del fango di palude, un gruppo di batteri si muoveva decisamente in una direzione. Capì presto che questi microrganismi stavano seguendo le linee del campo magnetico terrestre, da sud a nord, da cui l'aggettivo "magnetosensibili". In seguito, nel 1975 un laureato in microbiologia, Richard Blakemore, pubblicò un articolo su "Science" e denominò i batteri con l'aggettivo
"magnetotattici".
Questi batteri sono stati sottoposti ad innumerevoli esperimenti, sono persino stati portati a bordo dello Space Shuttle per esaminarne la magnetotassi in assenza di gravità, senza però giungere a conclusioni eclatanti. Sono anche stati "accusati di esistere" su Marte per via del ritrovamento di particelle magnetiche su un meteorite (ALH84001) che proviene dal pianeta rosso, anche questa volta l'incertezza dei risultati è perlomeno manifesta. Di certo invece è la singolarità di questi batteri, che probabilmente torneranno molto utili all'umanità in un futuro prossimo.

### Biologia
I batteri magnetotattici (MagnetoTactic Bacteria, MTB) si trovano usualmente nella zona di transizione acqua-sedimenti (Oxic-Anoxic Transition Zone, OATZ) e ne esistono di diversa morfologia (bastoncellari, coccoidei, vibrioidi, spiraliformi). Diversi MTB contengono un differente numero, disposizione e forma di particelle magnetiche dei batteri (Bacterial Magnetic Particle, BMP). I MTB possono essere suddivisi in due categorie, a seconda se producono particelle di magnetite (IIIFe2IIFeO4) o di greigite (IIIFe2IIFeS4), anche se alcune specie le producono entrambe. La magnetite ha un momento magnetico tre volte maggiore della greigite.
La maggior parte degli MTB mineralizzanti magnetite necessitano di un ambiente microaerofilo per generare i magnetosomi. Sopra una certa soglia però non producono più BMP e quindi perdono la magnetotassi. Alcuni ceppi invece producono magnetite anche in condizioni anaerobiche, usando il monossido di azoto o lo ione nitrato come accettori finali di elettroni. Comunque  fanno parte del sottogruppo alfa dei Proteobatteri. I MTB mineralizzanti grigite sono probabilmente stretti anaerobi e sono associati ai batteri solfato riduttori, quindi rientrano nel sottogruppo
delta dei Proteobatteri. Questo indica un'origine evoluzionisticamente separata e quindi un processo di biomineralizzazione fondamentalmente diverso.
Si pensa che il vantaggio evolutivo dell'avere un sistema di magnetosomi consista nel riuscire a trovare e mantenere efficientemente una posizione ottimale in termini di sostanze chimiche e gradienti redox, riducendo una ricerca tridimensionale ad una monodimensionale (vedi prosieguo per il meccanismo). Recentemente si è appurato che alla
magnetotassi è associato anche un meccanismo aerotattico.
Le BMP interagiscono formando delle catene. Nell'immagine se
ne nota una in Magnetospirillum magneticum. Il dipolo magnetico della cellula è quindi la somma dei dipoli delle singole BMP ed è grande abbastanza da orientare passivamente la cellula e sopraffare le forze
termiche casuali di un ambiente acquoso. In presenza di più di una catena, le forze di repulsione intercatena spingeranno le stesse ai bordi della cellula, inducendo turgore.

### Magnetismo
Dal punto di vista fisico la crescita di un cristallo magnetico è governata da due fattori, uno tende ad allineare il momento magnetico delle molecole in soluzione con quello del cristallo in crescita, l'altro al contrario tende a ridurre il momento magnetico del cristallo permettendo l'attacco delle molecole in soluzione con un momento magnetico opposto. In natura ciò causa l'esistenza di domini magnetici, circondati da mura di dominio, dello spessore di circa 150 nm nella magnetite, nelle quali le molecole gradualmente cambiano orientazione. Per questo motivo macroscopicamente il ferro non è magnetico in assenza di un campo applicato. Similarmente particelle magnetiche molto piccole non presentano magnetizzazione a temperatura ambiente, il loro momento magnetico è alterato continuamente dai moti termici degli atomi che le compongono. Le MTB invece sono di dimensioni comprese tra 35 e 120 nm, cioè grandi abbastanza per avere un momento magnetico permanente ed allo stesso tempo piccole a sufficienza da essere un singolo dominio magnetico.

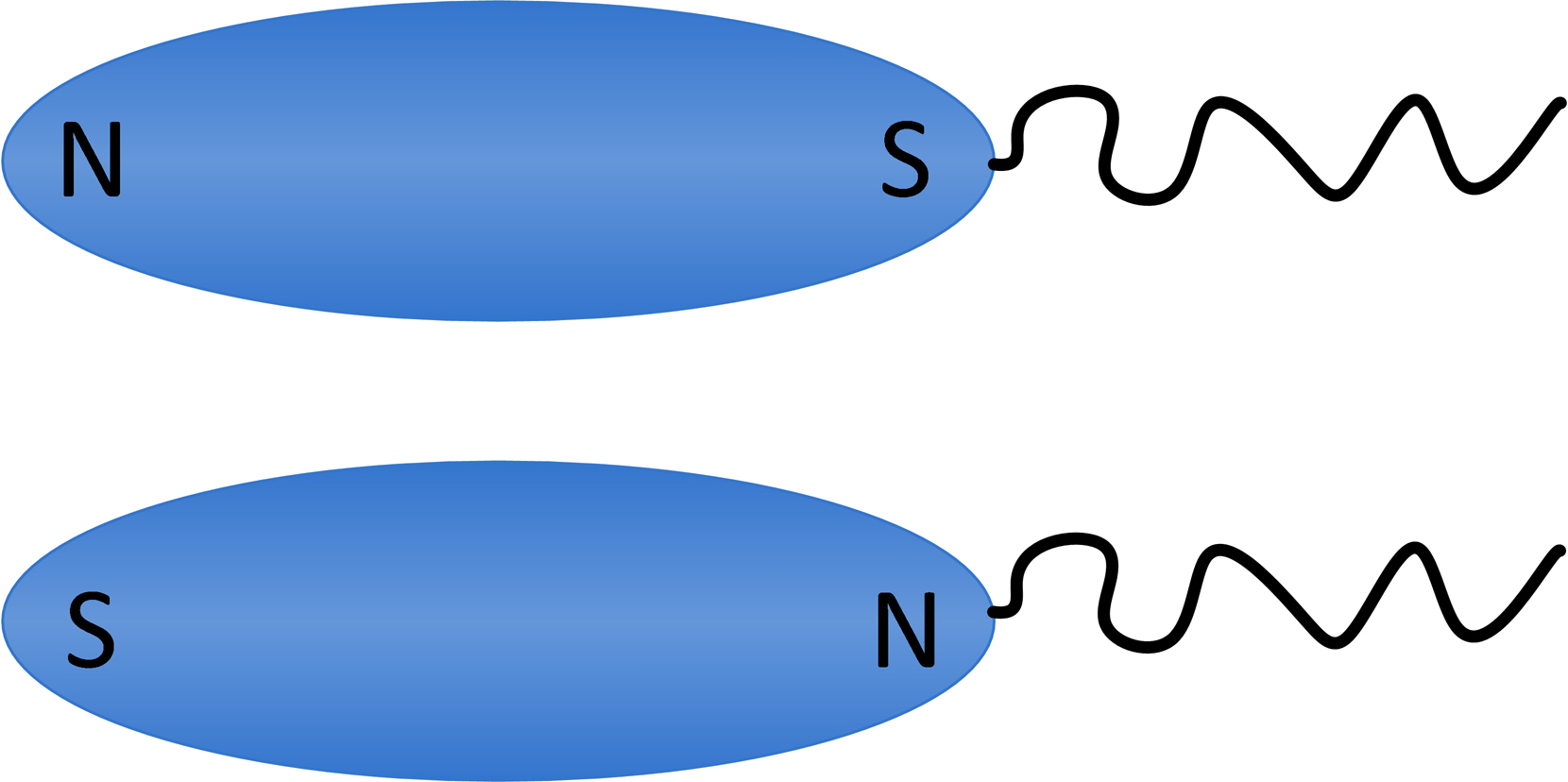
modello di polarità dei MTB

L'inclinazione del campo magnetico terrestre nei due emisferi seleziona una delle due possibili polarità delle cellule magnetotattiche (rispetto al polo flagellato della cellula), dirigendo la biomineralizzazione delle BMP. Infatti più del 99,9% della popolazione di MTB dell'emisfero nord si orienta e nuota verso il nord, quindi scendendo di livello (a causa della forma delle linee di campo) verso i sedimenti, allontanandosi da concentrazioni tossiche di ossigeno. Viceversa, ma con gli stessi risultati, nell'emisfero sud. All'equatore, dove le linee del campo geomagnetico sono orizzontali, si trovano all'incirca lo stesso numero di cellule con entrambe le polarità.

## Magnetosoma
La biomineralizzazione della magnetite richiede dei meccanismi regolatori della concentrazione di ferro, della nucleazione del cristallo, del potenziale redox e del pH. La compartimentalizzazione in magnetosomi permette il controllo biochimico di tali processi. Dopo il sequenziamento dei genomi di alcune specie di MTB è stata possibile un'analisi comparativa delle proteine coinvolte nella formazione delle BMP. Si sono così trovate omologie di sequenza con membri dell'ubiquitaria famiglia CDF (Cation Diffusion Facilitator) e con delle serin proteasi Htr-simili. Le prime sono coinvolte esclusivamente nel trasporto di metalli pesanti, le seconde sono delle HSP che degradano le proteine mal ripiegate. Queste proteine della Membrana Magnetosomiale (MM) oltre al dominio serin proteasico contengono domini PDZ. Altre proteine della MM presentano domini TPR (Tetratrico Peptide Repeat).

### TPR domain
I domini TPR si ripiegano in due alfa-eliche e presentano una sequenza di consenso di 8 amminoacidi (dei 34 totali) molto conservati e diffusi in natura. A parte questi, il resto della struttura è specializzata a seconda delle implicazioni funzionali. I complessi noti che comprendono proteine TPR sono:
1. complessi di membrana che legano proteine e le trasportano all'interno di mitocondri e/o perossisomi
2. complessi che riconoscendo proteine leganti il DNA reprimono la trascrizione
3. l'APC (Anaphase Promoting Complex)

Esistono esempi sia di interazioni TPR-TPR che TPR-nonTPR I modelli mostrano gli 8 residui conservati come sfere-bastoncini da due angolazioni diverse: W-LG-Y-A-F(qui Y)-A-P.

### PDZ domain
I domini PDZ sono strutture modulari costituite da 6 beta-filamenti e 2
alfa-eliche che riconoscono gli amminoacidi C-terminali (almeno 4) delle
proteine in modo sequenza specifico. Spesso il terzultimo residuo è
fosforilabile, il che impedisce l'interazione col dominio PDZ. Gli unici
residui conservati sono quelli deputati al riconoscimento del COOH
terminale (RKXXXGLGF). Sono diffusi in natura in quanto costituiscono
la struttura su cui si assemblano i complessi multiproteici, soprattutto
quelli associati a proteine di membrana come i canali K+inward
rectifier o i recettori beta2-adrenergici.

### Membrana e proteine
La formazione della MM prevede almeno tre passaggi. Nel primo si forma un'invaginazione della membrana citoplasmatica, innescata da una GTPasi. È probabile che questo meccanismo sia simile anche negli eucarioti.
Il secondo passaggio prevede l'entrata di ioni ferrosi nelle vescicole neoformate a partire dagli ioni ferrici dell'ambiente esterno. Anche in colture Fe3+deficienti i MTB riescono ad accumularne elevate concentrazioni intracellulari secernendo un sideroforo, un ligando a basso peso molecolare con alta affinità e specificità per il Fe3+indotto al bisogno. Il complesso Ferro-sideroforo è quindi traslocato nel citoplasma, dove si scinde. Gli ioni ferrici devono quindi esser convertiti in ferrosi per poter essere accumulati nelle BMP ad opera di un trasportatore transmembrana con omologie di sequenza con antiporto Na+/H+. In realtà è un antiporto H+/Fe2+funzionante a gradiente protonico. Esso è localizzato sia sulla membrana citoplasmatica che sulla MM, ma in orientazioni invertite, in modo che sulla prima genera un efflusso di ferro e sulla seconda un influsso. Essendo decisamente più presente sulla MM, l'efflusso di ferro dalla membrana citoplasmatica è trascurabile. Inoltre questo step è controllato strettamente da un sistema redox di citocromi ancora non ben compreso e, sembra, specie-specifico.
Nello stage finale viene innescata la nucleazione del cristallo di magnetite ad opera di proteine transmembrana con domini idrofili acidi e basici. Una di queste proteine, chiamata Mms6, è stata usata nella sintesi artificiale di magnetite, e la sua presenza permette la produzione di cristalli omogenei in forma e dimensioni.
Probabilmente molte altre proteine associate alla MM svolgono ruoli nel generare concentrazioni di supersaturazione di Ferro, nel mantenere condizioni riducenti, nell'ossidazione del Ferro o nella parziale riduzione e deidratazione del ferridrato.

### Biomineralizzazione
Nelle colture di Magnetospirillum magnetotacticum il ferro non è sostituibile da altri metalli di transizione (Ti, Cr, Co, Cu, Ni, Hg, Pb) eventualmente presenti nel terreno, anche se forse ciò è dovuto al trattamento. Allo stesso modo è stato visto che l'ossigeno e lo zolfo non sono intercambiabili come componente non metallica del magnetosoma in una stessa specie. Questo è indice dell'esistenza di diversi set di geni per la biomineralizzazione della magnetite e della grigite.
Dal punto di vista termodinamico la sintesi inorganica della magnetite è favorita rispetto a quella di altri ossidi del ferro a pH neutro ed a bassi potenziali redox. Sembra quindi che le condizioni microaerofile od anaerobie creino un potenziale adatto alla formazione delle BMP. Inoltre l'influsso di Ferro è rapidamente convertito in magnetite, senza ritardi, il che indica che la formazione dei cristalli non è preceduta da un accumulo di ferro sotto altre forme e che le strutture e gli enzimi per la biomineralizzazione sono già presenti nella cellula. Queste conclusioni sono supportate anche dal fatto che MTB coltivati in condizioni aerobiche (quindi non magnetici) contengono quantità di ferro paragonabili a qualsiasi altra specie batterica.

## Applicazioni
Le caratteristiche delle BMP permettono la loro utilizzazione pratica in svariati campi, migliorando vecchie tecniche ed introducendone di nuove. Vantaggi comuni in tutti settori sono:
1. essendo circondate da un doppio strato lipidico formano aggregati facilmente disperdibili in ambiente acquoso, contrariamente alle particelle ottenute artificialmente.[6]
2. le loro dimensioni le rendono superparamagnetiche, cioè seguono velocemente i cambi di campo magnetico esterno senza rimasugli delle polarizzazioni precedenti.[10]

### Biotecnologie
Negli ultimi anni l'uso di tecniche magnetiche è esploso e si è diversificato molto nel campo biotecnologico. I vantaggi principali sono
l'alta scalabilità, rapidità e l'uso di reagenti non tossici ne pericolosi. La maggior parte delle particelle magnetiche artificiali
(AMP) usate ricade in una di tre categorie:
1. particelle nude, ricoperte con polimeri (cellulosa, poliacroleina, silano, vetro borosilicato poroso, polistirene, resine a scambio ionico) derivati chimicamente per introdurre gruppi superficiali come COOH, NH2, alchilammine a lunga catena, prodotti dell'idrazide
2. particelle coniugate a ligandi con specificità generale, come streptavidina, oligo-dT, ProteinaA, ProteinaG
3. particelle coniugate a ligandi ad alta specificità, come Ig ed enzimi

Le dimensioni ricadono per lo più nel range 1-5 µm di diametro, rendendo
necessario un continuo mescolamento per avere un efficiente binding. Di
contro le forze di taglio possono danneggiare i ligandi, sia cellule che
biomolecole, se si eccede nell'agitazione. Nel caso si abbia a che fare
con popolazioni cellulari può essere necessario staccare le AMP dalle
cellule, che risentirebbero della loro ingombrante presenza. Per
questi motivi le BMP potrebbero trovare il loro spazio nella ricerca
biotecnologica in sostituzione delle AMP, almeno in certe applicazioni.
Un'interessante integrazione delle particelle magnetiche con le tecniche
di DNA ricombinante prevede l'uso di vettori esprimenti un marker di
superficie come il CD4 o le MHC-I di topo. In tal modo è possibile,
usando particelle magnetiche coniugate con un anticorpo contro tali
marker, isolare in gran rapidità le cellule trasfettate con successo. Questa tecnica potrebbe essere estesa a cellule procariote, e
l'uso di BMP ricombinanti esprimenti l'Ig di selezione potrebbe rendere
indipendente un laboratorio di ricerca dall'acquisto di sempre nuove AMP
coniugate con l'anticorpo.
Le BMP si prestano molto bene come carrier di proteine ricombinanti o di
proteine ancora, con applicazioni nella ricerca, nella diagnostica e
come biosensori. In un esperimento classico, usando una proteina di
fusione MagA-Luc (Luc=Luciferasi, MagA=proteina dei MTB), si è
dimostrato che MagA è localizzata sulla superficie delle BMP. Quindi
con un vettore di espressione plasmidico si è fatta esprimere in un MTB
la proteina ricombinante MagA-ProteinaA, che grazie alla parte derivata
da MagA si localizza sulle BMP e per mezzo della ProteinaA può legare la
parte costante delle Ig. Isolate le BMP ricombinanti le si è incubate
con l'anticorpo anti-IgG coniugato con la Fosfatasi Alcalina. In questo
modo si è potuto dimostrare, usando un substrato luminescente per la
Fosfatasi Alcalina, che l'anticorpo era effettivamente legato alle BMP
perché la ProteinaA era fusa con MagA. Contrariamente, BMP prodotte da
MTB esprimenti MagA e ProteinaA separate emettevano una luminescenza
trascurabile, segno che la ProteinaA da sola non ha affinità per le BMP.
Per aumentare il segnale luminoso di questo saggio occorre aumentare la
quantità di ProteinaA espressa sulle BMP e quindi usare un vettore di
espressione più forte, che sia cioè ad alto numero di copie, stabile e
derivato dall'ospite. In Magnetospirillum magneticum è stato scoperto
un plasmide criptico denominato pMGT con queste caratteristiche. È
lungo circa 3,7 kb ed ha due potenziali ORF codificanti le proteine Rep
e Mob. Tagliando pMGT in modo che contenga la regione replicativa si
ottiene un frammento di 3 kb funzionale. Nonostante elettroporazione
(usata per trasformare il plasmide) uccida i MTB contenenti BMP, è
possibile effettuarla in condizioni aerobiche, nelle quali le BMP non
sono prodotte. Successivamente il ripristino dell'anaerobiosi permette
ai MTB di riprendere a biomineralizzare le BMP.
Con caratteristiche simili il plasmide può essere impiegato per
ricombinare a proteine della MM vari target della ricerca farmacologica:
un esempio su tutti, i recettori a sette domini transmembrana. Proprio
uno di essi è stato clonato ed espresso sulle BMP per dimostrare che la
proteina ricombinante manteneva la caratteristica di legare i propri
agonisti ed antagonisti (marcati con una molecola fluorescente). Questo
sistema inoltre è in grado di quantificare l'interazione e può essere
scalato per una larga produzione di BMP ricombinanti per Ig, enzimi, ..
mantenendone l'attività.

### Replicazione plasmidica
La minima regione replicativa deve contenere una sequenza di origine
ori (ricca di AT, dove avviene la separazione delle eliche), delle
sequenze ripetute per il legame di Rep (iteroni), i boxes per la DnaA
(codificata dall'ospite) ed il gene rep. Il legame di Rep e DnaA
favoriscono la distorsione dell'elica a livello di ori che, per l'alta
percentuale di AT, si separa in due emieliche. Da qui parte la
replicazione col legame delle proteine SSB e della DnaB (elicasi).

### Medicina
Le caratteristiche delle BMP possono tornare molto utili in campo
medico, in diagnosi come in terapia. Le AMP essendo prodotte per sintesi
chimica o per via meccanica risentono delle loro disomogenee qualità
fisico-chimiche. Inoltre le proprietà delle particelle dovrebbero essere
riproducibili. Le possibili applicazioni mediche richiedono particelle
superparamagnetiche come le BMP. Ovviamente occorre stabilità alle
condizioni fisiologiche di pH, salinità ed osmolarità. Devono essere
facilmente disperdibili e non tossiche. Quindi a seconda se queste
particelle verranno usate in vivo od in vitro ci saranno altre
restrizioni. Per applicazioni in vivo è necessario evitare la
formazione di agglomerati, con rischio di embolia vasale. Qui tornano
utili le dimensioni nanoscopiche delle BMP, che conferiscono bassissime
velocità di sedimentazione (quindi stabilità colloidale), migliore
diffusione tissutale ed enorme area superficiale. Quest'ultima proprietà
è importante se si intende fissare sulla superficie delle BMP un
ligando. La magnetite è tuttora il materiale magnetico più usato in
medicina per la sua bassa tossicità ed immunogenicità. Per applicazioni
in vitro le restrizioni sono minori.
Le applicazioni in vivo possono essere ulteriormente suddivise in
terapeutiche e diagnostiche, mentre quelle in vitro sono
principalmente diagnostiche per il momento. Fra le prime, le due
tecniche più discusse sono l'ipertermia e la veicolazione di farmaci.
Con la prima si intende una procedura terapeutica usata per innalzare la
temperatura di una regione del corpo colpita da un tumore. È praticata
in concomitanza con altre terapie anticancro e si basa sul fatto che
sopra i 40-43 °C le cellule muoiono per shock termico. Le particelle
magnetiche, dopo una somministrazione endovenosa, possono essere tenute
in loco da un campo magnetico esterno, costante prima, ed alternato poi,
causando un "effetto Joule" magnetico dovuto alla continua
riorientazione della magnetizzazione delle particelle (che hanno bassa
conducibilità elettrica). Le nanoparticelle assorbono molta più potenza
in campi magnetici AC tollerabili e la loro uniformità dimensionale è
fondamentale per un controllo preciso della temperatura.
Le stesse particelle possono essere usate per trasportare farmaci,
radionuclei od anticorpi, per un rilascio controllato nel tempo e nello
spazio, aumentando le concentrazioni in situ e diminuendo gli effetti
collaterali. Nel caso di un tumore per esempio è possibile far
extravasare le particelle magnetiche grazie ad un forte campo magnetico.
Queste rimangono intrappolate nel tessuto maligno dove rilasciano il
principio attivo o le radiazioni. Con le BMP è possibile preparare
magnetoliposomi contenenti agenti antitumorali.
La risonanza magnetica nucleare ad immagine (iNMR) utilizza una
classe particolare di farmaci, i cosiddetti magnetofarmaceutici, da
somministrare al paziente per invigorire il contrasto tra tessuti sani e
malati, per visualizzare la circolazione sanguigna e lo stato degli
organi. Si possono così distinguere infarti cerebrali e cardiaci,
lesioni epatiche, tumori, infiammazioni ed ischemie. Ancora una volta le
piccole dimensioni fan risaltare differenze utili tra i tessuti come la
composizione ed i processi endocitotici.
Nelle tecniche in vitro è possibile separare una popolazione cellulare
che esprime un particolare epitopo in mezzo a molti altri tipi
cellulari. Per lo scopo si sfrutta una selezione positiva se l'anticorpo
è specifico per il tipo cellulare voluto, negativa (o di arricchimento)
se gli anticorpi sono specifici per le cellule non-target.
Recentemente è stata introdotta una nuova tecnica di valutazione dei
saggi immunologici chiamata magnetorilassometria. Essa misura la
viscosità magnetica, cioè il rilassamento del momento magnetico netto,
di un sistema dopo la rimozione del campo magnetico esterno. La
viscosità magnetica dipende dalle dimensioni idrodinamiche e del
nocciolo, e dall'anisotropia delle particelle, e permette di distinguere
tra quelle coniugate con un ligando e quelle libere grazie al diverso
comportamento magnetico.